# The Burning (album, British Lion)
The Burning je druhé studiové album skupiny British Lion, vydané 17. ledna 2020 vydavatelství Parlophone, EX1 Records a Warner Music Group. Album produkoval sám baskytarista Steve Harris. Album obdrželo pozitivní recenze od rockových a metalových magazínů.
Album se nahrávalo ve studiu Barnyard Studio v Essexu, kde se nahrávali alba No Prayer for the Dying, Fear of the Dark, The X Factor a Virtual XI od Iron Maiden.

## Seznam skladeb
Všechny skladby napsali Steve Harris, Richard Taylor a David Hawkins, pokud není uvedeno jinak.
| Pořadí | Název                      | Autor                                       | Délka |
| ------ | -------------------------- | ------------------------------------------- | ----- |
| 1.     | City of Fallen Angels      |                                             | 5:20  |
| 2.     | The Burning                |                                             | 5:15  |
| 3.     | Father Lucifer             |                                             | 4:38  |
| 4.     | Elysium                    |                                             | 5:11  |
| 5.     | Lightning                  |                                             | 5:49  |
| 6.     | Last Chance                | Grahame Leslie, Ian Roberts, Taylor, Harris | 6:05  |
| 7.     | Legend                     |                                             | 4:06  |
| 8.     | Spit Fire                  |                                             | 6:19  |
| 9.     | Land of the Perfect People | Taylor, Harris                              | 4:52  |
| 10.    | Bible Black                |                                             | 6:33  |
| 11.    | Native Son                 |                                             | 6:03  |

## Obsazení
- Steve Harris – baskytara, klávesy
- Richard Taylor – zpěv
- David Hawkins – kytary, klávesy
- Grahame Leslie – kytary
- Simon Dawson – bicí